# جون أ. كاي
جون أ. كاي (بالإنجليزية: John A. Kay)‏ هو مهندس معماري أمريكي، (و. 1830  م).